# Tvrđava (roman)
Tvrđava je roman bosanskohercegovačkog književnika Meše Selimovića, objavljen 1970. godine. Tvrđava je pandan romanu Dervišu i smrti. Najčešće se o Tvrđavi i Dervišu i smrti govori u paru, gotovo kao da je riječ o dijelovima istog ciklusa, o nastavcima. Iako je riječ o romanima iz kojih se zrcali slična vizija svijeta, oni se suštinski razlikuju.

## O djelu
Čovjek i smrt je glavna tema romana Tvrđava, a ujedno je to tema koja je izašla iz Selimovićeve vlastitog životopisa i sudbine. U ovom romanu pisac nastavlja uzvišenu metaforu iz romana Derviš i smrt o čovjeku kome prijete smrt i vlast. Unutrašnji prostor ovog romana jasnije je određen duhom nego što je spolja određen realnim povijesnim vremenom. Tvrđava oslikava vječitu težnju za izlaskom iz zatvorenog prostora kao što je opaska glavnog junaka Ahmeta Šabe o knjižničaru Seidu Mehmedu primjenljiva na skoro sve junake u ovoj knjizi: 
Radnja ovog romana je smještena u isti prostorni i vremenski okvir i to određeniji, jasniji, s malo naglašenijom dozom kroničarskog realizma, kojega malo ima u Dervišu i smrti. Prema piščevom upozorenju ovo djelo ima srodstva sa sarajevskom kronikom Mula Mustafe Bašeskije iz 18. stoljeća.
Tvrđava s obzirom na prvu glavu romana, te kroz sugerisanje u samom naslovu knjige je (kao riječ i kao pojava pojam) roman rata i mira u njihovoj unutrašnjoj vezi kao ljudsko pojedinačno i skupno iskustvo, moralni iskaz na ispitima međuljudskog odnosa uz pritisak društvenog, političkog, državnog regulativa gdje je tema vlasti preuzeta iz Derviša i smrti, s istim pretpostavkama.
Radnju romana Tvrđava Selimović je smjestio u muslimansku sarajevsku sredinu poslije Hoćimske bitke 1621. godine; glavni lik, Ahmet Šabo, mladi učitelj, ogorčen se vratio iz rata našavši se bez ičega i pokušava započeti novi život sa suprugom Tijanom; napori da se izvuče iz siromaštva mu se dodatno zakompliciraju nakon što se zamjeri gradskim moćnicima nehotičnim ispadom u javnosti kojim se pobunio protiv društvene nepravde. 
Iako je radnja romana smještena u 17. stoljeće, ona prelazi okvire i vremena i prostora i pokazuje vječne dileme čovjeka koji promišlja o smislu života. Tvrđava iz naslova je motiv koji je stalno prisutan u romanu, bilo kao stvarna tvrđava, zatvor i mjesto smaknuća, ili kao metafora za odijeljenost i zatvorenost pojedinca zbog njegovog društvenog statusa ili uvjerenja.  Glavne teme djela su ljubav, međuljudski odnosi, politika, ideologija, moć, vlast i utjecaj koji ona vrši na običnog čovjeka. Sličnim temama se bavi i drugi značajni Selimovićev roman Derviš i smrt.
Tvrđava je ipak vedriji roman. U Dervišu i smrti, smrt je besmisao kao i život, dok Tvrđava smisao nudi u ljubavi (kraj pretposljednjeg poglavlja Tvrđave kao da je izravna antiteza čuvenom kraju Derviša i smrti: Odlučio sam se za ljubav. Manje je istinito, i manje vjerojatno, ali je plemenitije. I ljepše: tako sve ima više smisla. I smrt. I život.), a životna linija vodilja Ahmeta Šabe jest ono što negdje ističe upravo Meša Selimović: ostati neuprljan u jednom prljavom svijetu.

## Vanjske poveznice
- Tvrđava